# Maison dite La Clouterie
La Maison dite La Clouterie est une habitation d'environ 500 m2 construite au début du XIXe siècle et anciennement inscrite aux monuments historiques français sur la commune de Labergement-Sainte-Marie dans le département du Doubs en France. Elle appartient à la famille du baron Bich.
Elle a été complètement détruite par un incendie dans la nuit du 19 au 20 juillet 2015 ce qui provoque sa radiation des monuments historiques français.

## Histoire

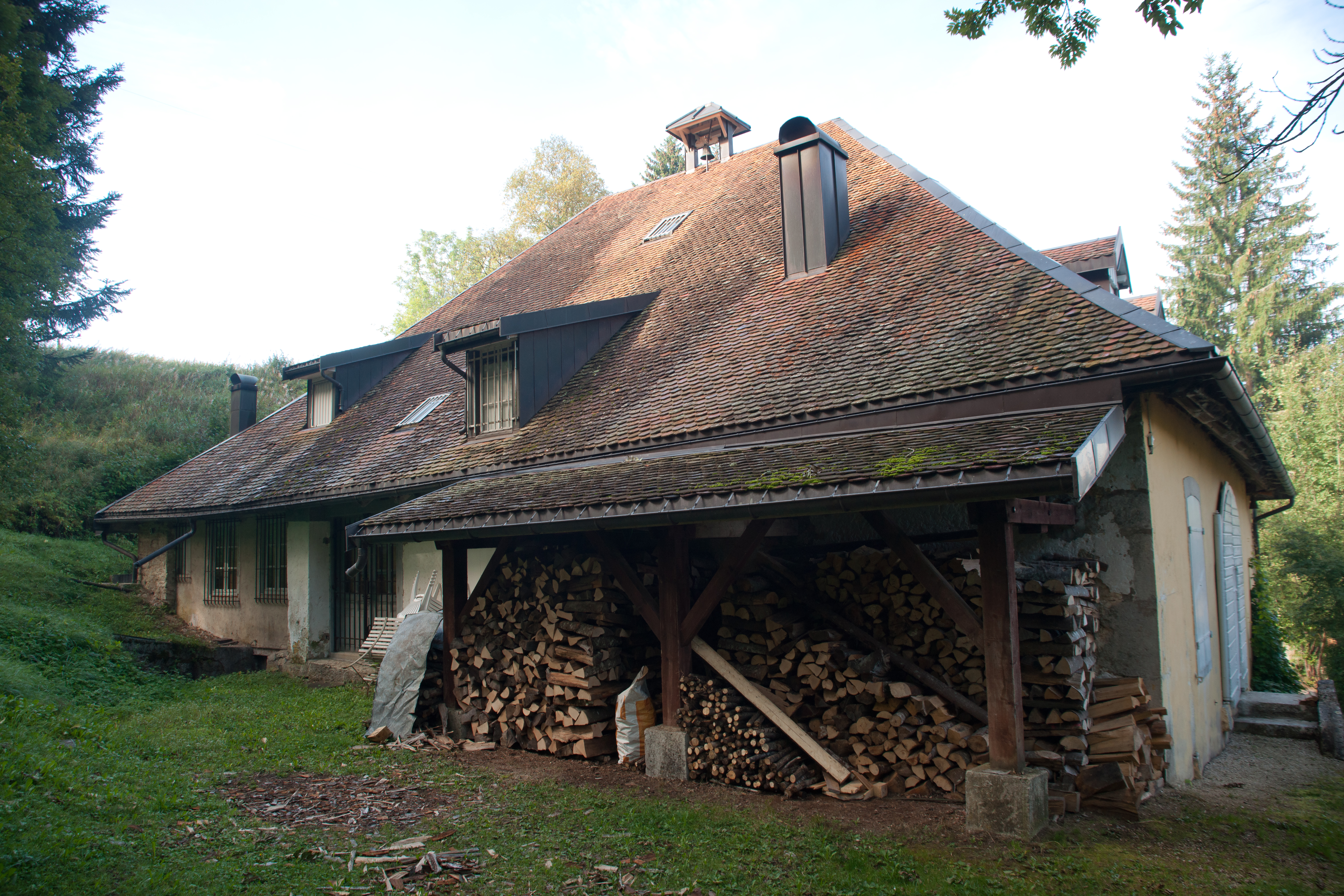
Façade arrière

La carte de Cassini mentionne une clouterie à cet endroit dès 1770. Elle a ensuite été transformée en auberge, puis en atelier vers 1863 par le peintre Paul-Étienne Courier de Méré (1820-1898), élève d'Ingres et fils de Paul-Louis Courier. La maison appartient à la famille du baron Bich.
Dans la nuit du 19 au 20 juillet 2015, un incendie parti d'un tas de bois derrière le bâtiment l'a complètement détruite. Elle contenait une collection de 36 tableaux du peintre Courier de Meré de la fin du XIXe siècle. Conséquence de l'incendie, le bâtiment est radié des monuments historiques en 2016.

## Localisation

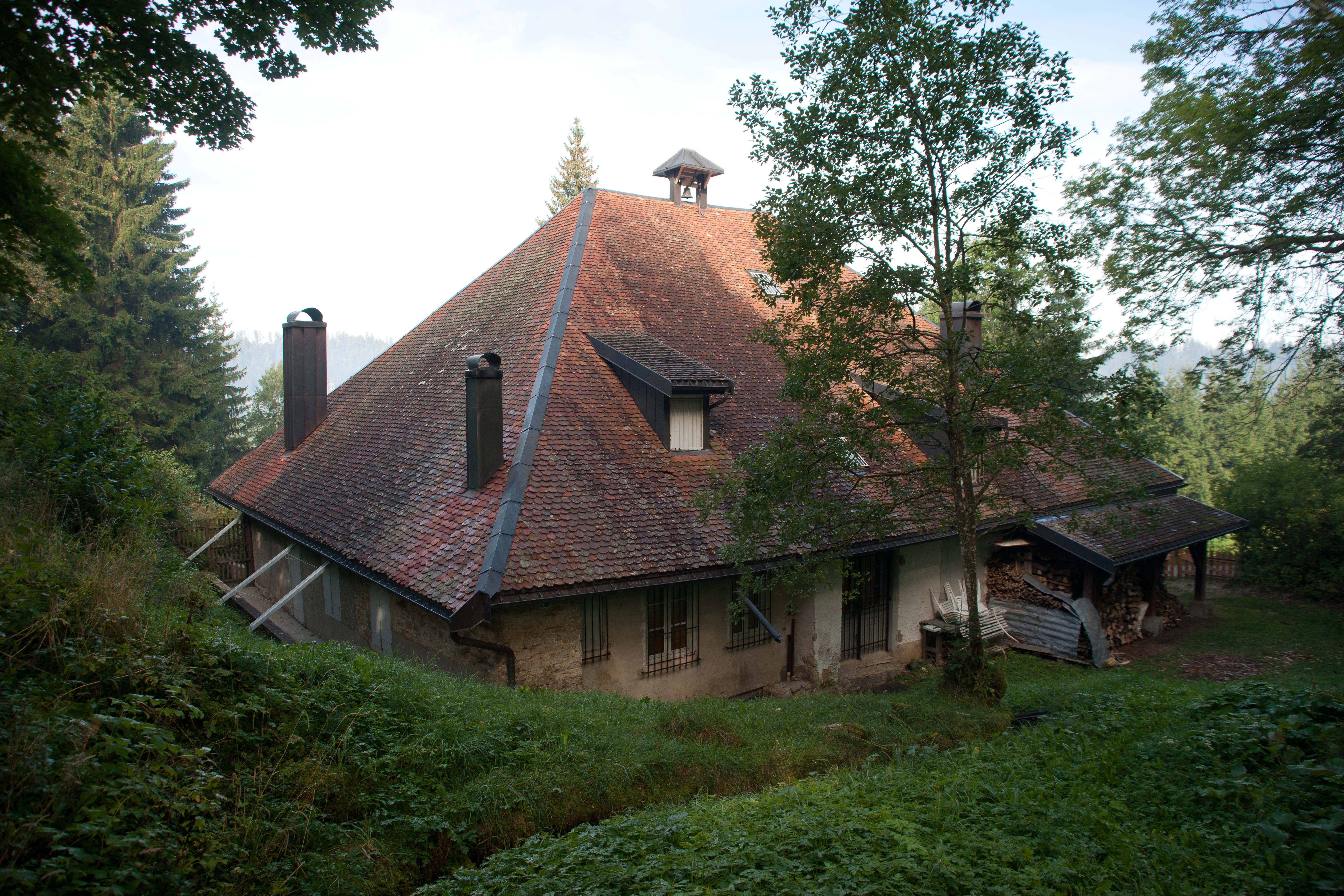
Façade arrière

La maison est située à la sortie de Labergement-Sainte-Marie en direction de Malbuisson.

## Architecture
Les parties de la maison qui sont inscrites monument historique en 1990 correspondaient aux façades nord et ouest ainsi que la toiture.

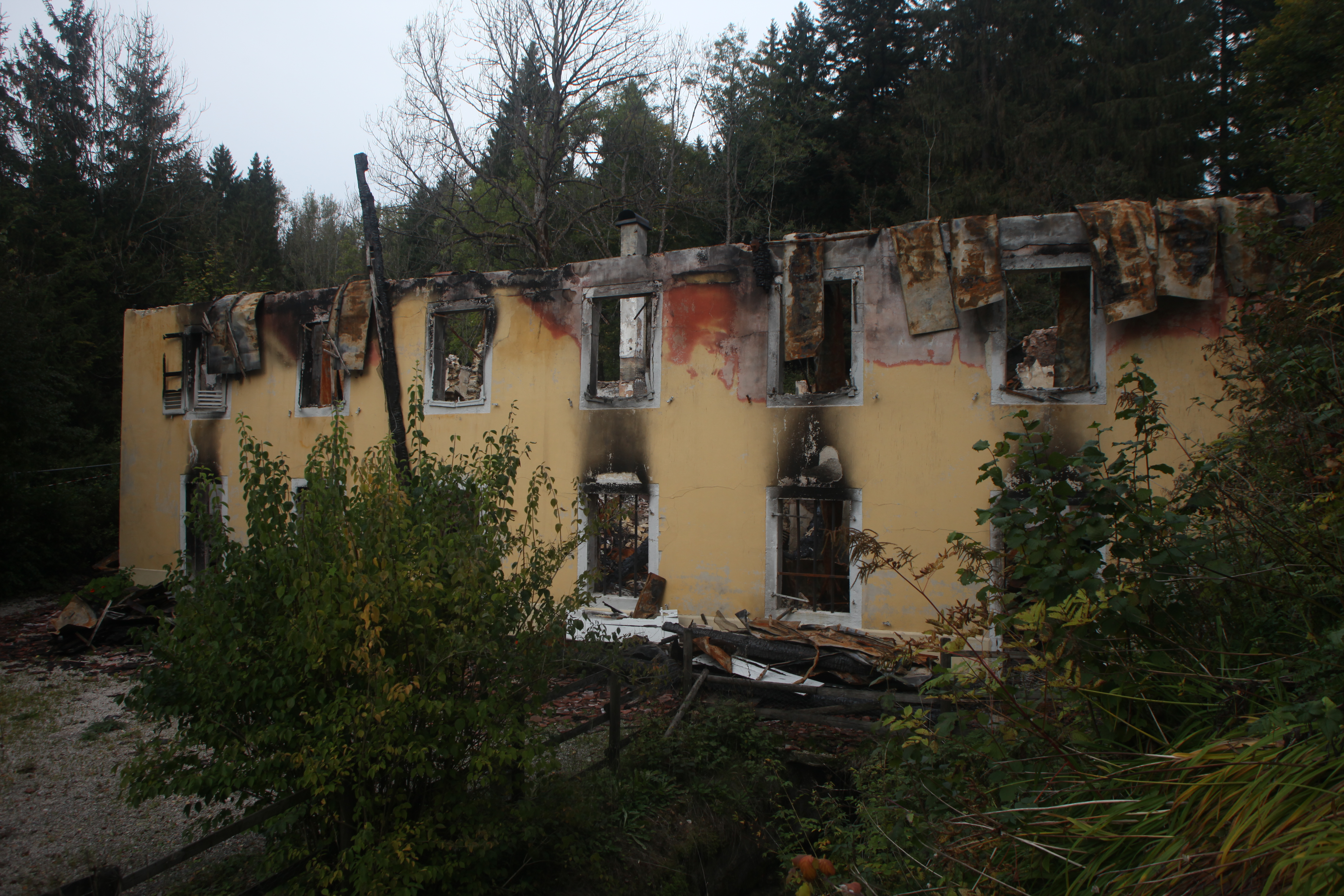
État après l'incendie